# Border Fancy
Der Border Fancy ist eine glatt befiederte Positurkanarienrasse, die im Grenzgebiet England–Schottland entstand. Die Hauptmerkmale sind ein gut proportionierter, runder Körper, ein leuchtendes, seidiges Gefieder in gleichmäßiger Ausfärbung und eine elegante Haltung. Der Border ist in allen Kanarienfarben, einschließlich der Schecken, außer in Rot, zugelassen.

## Geschichte

Border Fancies um 1911

Wie bei vielen alten Kanarienrassen ist auch der Ursprung des Border Fancy unklar. Vor 1826 gibt es nur wenige Hinweise. Sicher ist nur, dass auch im Grenzgebiet zwischen England und Schottland bereits zu dieser Zeit Kanarienvögel gezüchtet wurden. Jede Stadt oder jedes Dorf hatte aber eine eigene Sorte. Einige Züchter bevorzugten die ganz gelben, andere gescheckte und nur wenige schätzten wildfarbige Vögel. Braune Vögel waren zu dieser Zeit sehr selten.
Die Schotten nannten ihre Vögel „Common Canary“. Die gleichen Vögel nannten die englischen Züchter im Grenzgebiet jedoch „Cumberland Fancy“. Jede Seite behauptete, die Rasse hervorgebracht zu haben. Erst am 5. Juli 1890 wurde der in einer gemeinsamen Versammlung der Streit beigelegt. Am selben Tag wurde der Spezialclub „The Border Fancy Canary Club“ gegründet, und man einigte sich auf den Namen „Border Fancy“ (auf Deutsch „Grenze“). Das Wort „Fancy“ wird bei einigen englischen Rassen verwendet und kann viele Bedeutungen haben, bei Kanarien steht es für „Schick, Zierde“.
Im Laufe der Zeit ist die Gestalt des Borders züchterisch verändert worden. War es früher ein eher schlanker Kanarienvogel, ist heute eine runde Form mit einem abgesetzten runden Kopf erwünscht. Nach dem internationalen Standard der COM soll die Größe nicht mehr als 5 ¾ Inch (= 14,6 cm) betragen.

## Haltung und Zucht
An die Haltung und Fütterung stellt der Border keine anderen Ansprüche als andere Positur- oder Farbenkanarien. Es muss lediglich beachtet werden, dass er reichlich luteinhaltiges Futter benötigt, um die gelbe Lipochromfarbe optimal ausbilden zu können.